# Shahrestān-e Nīkshahr
Shahrestān-e Nīkshahr (persiska: شهرستان نيکشهر, نيکشهر) är en delprovins (shahrestan) i Iran.   Den ligger i provinsen Sistan och Baluchistan, i den sydöstra delen av landet, 1 300 km sydost om huvudstaden Teheran.
Delprovinsen hade 141 894 invånare 2016.